# Pepe Biondi
José Biondi, detto Pepe (Buenos Aires, 4 settembre 1909 – Buenos Aires, 4 ottobre 1975), è stato un comico argentino.

## Biografia
Ha lavorato nel circo, nel teatro ed in televisione.
Alla sua morte, la salma è stata inumata nel cimitero di Lanús.

## Filmografia
- Cándida y sus hifas (1939)
- De México llegó el amor (1940)
- Flecha de oro (1940)
- El desastrólogo (1964)
- Patapúfete (1967)